# Oriente (diocesi)
La diocesi d'Oriente (latino: dioecesis Orientis; greco: Διοίκησις Ανατολής) era una diocesi del tardo Impero romano.

## Descrizione
La diocesi comprendeva le province del Medio Oriente occidentale, tra il mar Mediterraneo e la Mesopotamia. Era una diocesi molto importante dal punto di vista militare, in quanto si trovava al confine con i Sasanidi e con le tribù nomadi del deserto.
Rientrava nella Prefettura del pretorio d'Oriente e aveva come capitale Antiochia, dove risiedeva il governatore, il quale aveva il titolo speciale di comes Orientis ("conte dell'Oriente", dignità collegata col rango di vir spectabilis prima e con quella di vir gloriosus poi) invece del normale vicarius.
Fu creata dopo le riforme di Diocleziano e originariamente includeva tutte le province orientali: Isauria, Cilicia, Cipro, Euphratensis, Mesopotamia, Osroene, Siria, Phoenice, Palaestina, Arabia, come pure le province di Aegyptus, Augustamnica, Thebais, Libya Superior, Lybia Inferior, successivamente scorporate e andate a costituire la diocesi di Egitto.

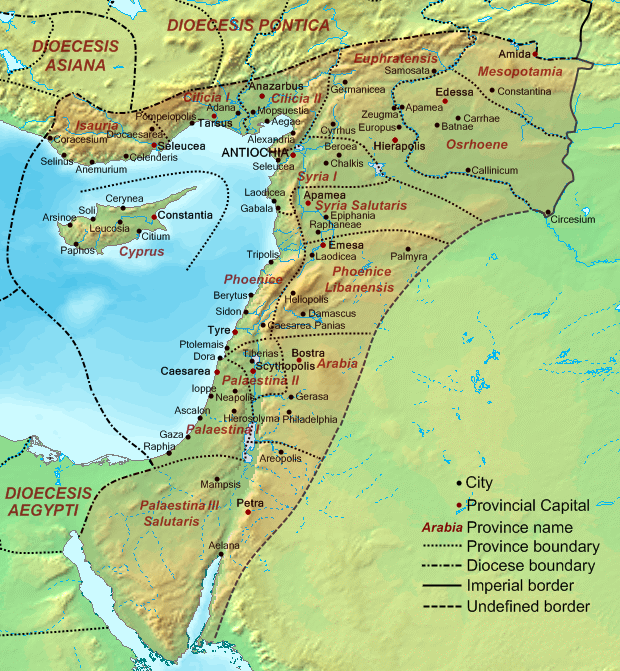
La diocesi d'Oriente all'inizio del V secolo.

Nel corso del IV secolo, diverse province furono divise, con la creazione delle province di Cilicia I, Cilicia II, Siria I e Siria Salutaris, Phoenice Libanensis, Palestina I, Palestina II e Palestina Salutaris (o Palestina III). L'ultima provincia ad essere creata fu la Teodoriade, separata da Giustiniano I dalla Siria I.
Durò presumibilmente fino a quando i suoi territori non furono conquistati dagli arabi, negli anni 630.

## Lista deiComites Orientis
- 335 - Feliciano, primo comes Orientis
- -354 - Onorato
- 354-358 - Nebridio
- 358-362 - Domizio Modesto
- 362-363 - Giuliano
- 363-364 - Aradio Rufino
- 370-374 circa - Flavio Eutolmio Taziano
- 381 - Tusciano
- 382 circa - Flavio Eparchio Filagrio
- 383-384 - Proculo
- 384 - Icario
- 393 - Luciano (figlio di Florenzio)[1]
- 393 - Infanzio
- inizio-metà del V secolo - Giulio Agrio Tarrutenio Marciano (col titolo di proconsul Orientis)